# H.P. Hansens Vej
H.P. Hansens Vej er en gade i Herning. Gaden er 2,6 km lang og er opkaldt efter byens æresborger Hans Peter Hansen.
Gaden tager sin begyndelse i krydset med Gl. Landevej/Viborgvej, buer mod nordvest og går derefter i vestlig retning inden den ender ved Holstebrovej. Gaden er anlagt i løbet af 1960'erne og er en vigtig fordelingsvej for den nordlige bydel.
I nærheden af gaden ligger bl.a. Herning Stadion, Herning Gymnasium, Herning Bibliotekerne, Hedeagerkirken, Beredskabsstyrelsen Midtjylland og Redningscenter Herning.
|  | Denne artikel om lokaliteten H.P. Hansens Vej kan blive bedre, hvis der indsættes et (bedre) billede. Du kan hjælpe ved at afsøge Wikimedia Commons for et passende billede eller lægge et op på Wikimedia Commons med en af de tilladte licenser og indsætte det i artiklen. |

56°8′43.28″N 8°57′37.06″Ø / 56.1453556°N 8.9602944°Ø